# Madden NFL 2004
Madden NFL 2004 är den 15:e delen av Madden NFL-serien av amerikanska fotbollsdatorspel. Tidigare Atlanta Falcons quarterback Michael Vick står på omslaget.